# ツァトゥグァ

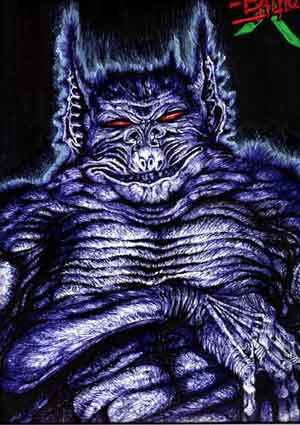
Tsathoggua、Ruud Dirven画

ツァトゥグァあるいはツァトゥグア (Tsathoggua) は、クトゥルフ神話に登場する架空の神性。クラーク・アシュトン・スミスによって創作された。異称としてサドグイ（Sadogui）、サドゴワア（Sadogowah）、ゾタクア（Zhothaqquah）などが知られる。
ツァトゥグァはラヴクラフト神話に含まれる。

## 概要
もともとは古代の邪教の神として創造されたのだが、クトゥルフ神話が体系化されたことで、他の邪神たちと同じように旧支配者にカテゴリされるようになった。
初出作品は、クラーク・アシュトン・スミスが『ウィアード・テイルズ』1931年11月号に発表した短編『サタムプラ・ゼイロスの物語』である。
- スミスと交流があったハワード・フィリップス・ラヴクラフト（以下HPL）が、スミスの作品が発表されるよりも前に、1930年に執筆し、ウィアード・テイルズ1931年8月号に発表した『闇に囁くもの』にて名前と由来について言及されている[2]。
- スミスのツァトゥグァを気に入ったHPLは、自分の作品に取り入れて描写したのだが、あまりスミスの原設定を重視せず、自由に書いている。そのためスミスのツァトゥグァとHPLのツァトゥグァは全然違う。
- 他の邪神たちと同様に、ツァトゥグァの初期設定は初期辞典『クトゥルー神話小辞典』『クトゥルー神話の神神』で要約されており、スミス、HPLの作品とダーレス神話を材料としている。このときスミスのツァトゥグァとHPLのツァトゥグァとダーレスの旧支配者・四大霊が混ざった。

ツァトゥグァは地球外からやってきた神である。スミスはサイクラノーシュ（土星）から地球に到来し、古代大陸ハイパーボリアのヴーアミタドレス山の地底洞窟に棲むとした。一方HPLは、北米地底の「暗闇のンカイ」から到来したとした。天空から飛来したのか、異次元を通って地に出現したのかは判然とせず、またハイパーボリア大陸は海に沈みンカイにももはや姿はないようで、ツァトゥグァが今どこにいるのかは判然としない。
フランシス・レイニーやリン・カーターは、ツァトゥグァを四大霊の地の精と分類している。また旧神に逆らったことで、先述の居場所に幽閉されているということになっている。
創造者スミスが多用した神性であるが、ツァトゥグァ自身をはっきりと登場させた作品は『七つの呪い』のみ。同作品にいわく「空腹にさいなまれているときすら、その場から立ちあがることはなさらず、聖なる怠惰のままじっと生贄を待ちつづける」。
クトゥルフ神話TRPGでは、邪悪揃いの神話存在たちの中では「さほど悪意のない（邪心の少ない/邪悪でない）」方と説明されている。

## 登場・関連作品
- クラーク・アシュトン・スミス：サタムプラ・ゼイロスの物語（執筆1929/発表1931）、魔道士エイボン（1932）、アウースル・ウトックアンの不運（1932）、アタマウスの遺言（1932）、アゼダラクの聖性（1933）、七つの呪い（1934）

創造者スミスの作品数は6、内訳はハイパーボリアが5、アヴェロワーニュが1。しかしスミスはオーガスト・ダーレスからの質問に1937年4月13日付の書簡で回答し、ツァトゥグァが関与する作品として5編を挙げている。スミス自身が挙げた5編には『アウースル・ウトックアンの不運』が含まれていない。またスミスの未発表草稿『サドクアの神託』は、アヴェロワーニュシリーズ最古のローマ占領時代を舞台としており、サドクア（ツァトゥグァ）崇拝が構想されていた。
- HPL：闇に囁くもの（執筆1930/発表1931）、墳丘の怪（執筆1929/発表1940）、羽のある死神（執筆1932/発表1934）、ほか書簡
- リン・カーター：モーロックの巻物（1976）、カーター版ネクロノミコン「第二の物語 メンフィスの地下にあらわれたもの」「第四部一章 抑えきれぬものの召喚について」（19XX）
- 栗本薫：魔界水滸伝（1981）
- 友成純一：地の底の哄笑（1994）
- ジョン・R・フルツ：スリシック・ハイの災難（1996）
- ロバート・M・プライス：裏道（1997）

## 容姿

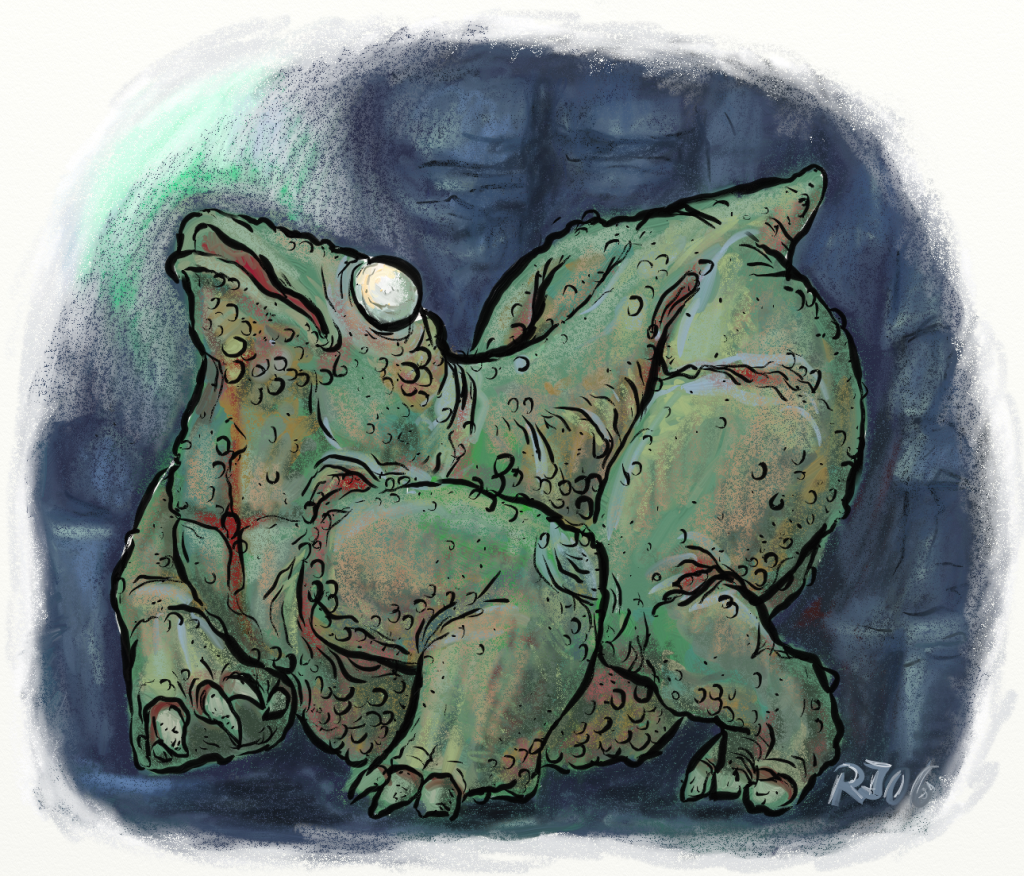
ツァトゥグァの邪神像（サタムプラ・ゼイロスの物語）

- ツァトゥグァは巨大な腹部とヒキガエルに似た頭部を持ち、口からは舌を突き出し、半ばまぶたが閉じられた眠たげな目をしている。体色は黒く、体表は短く柔らかな毛で覆われ、コウモリとナマケモノの両者の姿を連想させるとされる。[1][5]
- 『闇に囁くもの』では「一定した形のない蟇蛙のような生き物」と表現されている[2]。
- 『クトゥルフ神話TRPG』では、コウモリのような耳と体毛を持つとしている[6]。（先述のスミスとHPL双方の設定を踏まえて）本質は無定形であり、自由に姿を変えることが可能であるとされることもある[6]。

体の大きさは、クトゥルフなど他の旧支配者ほど巨大な描写はされていない。『クトゥルフ神話TRPG』のデータでは、「ホッキョクグマやイタチザメと同程度」のサイズに設定されている。
創造者のスミスは、小説以外に彫刻も手がけており、自らツァトゥグァの像（邪神像）を造っている。

## 眷属・カルト
不定形生物
黒いタールのような不定形の姿をした生物。作者・作品によって説明がバラバラなので、順に解説する。
- スミスの『サタムプラ・ゼイロスの物語』に登場。コモリオムのツァトゥグァ神殿に潜んでおり、やって来た盗賊2人に襲い掛かった。
- HPLの『墳丘の怪』に登場。地の底のンカイでツァトゥグァを崇拝する。HPLはこの種族を「惑星キタミールからやって来た生物」と表現した。
- 『クトゥルフ神話TRPG』では「無形の落とし子（Formless Spawn）」と名付けられている。位置づけは「下級の奉仕種族」とされ、ツァトゥグァと密接な関係にあるとされる。

ヒキガエルの怪物
上位眷属。ヒキガエルに形容されるも、蹄、触手、翼などを備えるともされる。（容姿が似ていたために、半ば後付けで）ツァトゥグァの侍臣とされた怪物たち。
TRPGでは「ツァトゥグァの末裔（Scions of Tsathoggua）」と名付けられている。位置づけは「上級の奉仕種族」とされ、Spawnよりも上位のScionという名称。TRPG解説書では、ロバート・E・ハワードの『屋根の上に』の怪物の描写が引用され、ゴル＝ゴロスやオサダゴワとの関係も示唆される。
ヴーアミ族
ハイパーボリアの原始獣人。ツァトゥグァを崇拝する種族。後述。
古代の大陸ハイパーボリアでは、野人ヴーアミ族が信仰し、ハイパーボリア人は邪教とみなした。ハイパーボリアではゾタクアの異称でも呼ばれた。魔道士エイボンはゾタクアに帰依し、魔術の知識を授かっていた。
地下世界クン＝ヤン（無明のンカイ、赤いヨス、青いツァス）でも信仰があった。ンカイで不定形生物たちが崇拝し、ヨスの種族も崇拝した。人間が沈んだ大陸からツァスに移住してきて、ヨス人の信仰を引き継ぐが、ンカイのおぞましさを知りツァス人たちはツァトゥグァ神を破棄する。なおヨスの種族は、後付けで蛇人間と設定される。

## 系図
ツァトゥグァには詳細な系図が設定されている。
スミスがロバート・バーロウに宛てた1934年6月16日付の書簡によると、宇宙の中心にある原初の混沌たるアザトースが分裂によってサクサクルースを産み、サクサクルースがギズグス、フジウルクォイグムンズハー、トゥルー（クトゥルフの異称）の三神を産んだとしている。ギズグスがイクナグンニスススズが産んだズスティルゼムグニとの間にツァトゥグァをもうけた。フジウルクォイグムンズハーとクトゥルフがツァトゥグァの叔父。
一方、HPLがジェームズ・F・モートンに宛てた1933年4月27日付の書簡では、スミスのものと異なる系図が想定されている。同書簡では、アザトースの子孫に双子神ナグとイェブがおり、ナグがクトゥルフを、イェブがツァトゥグァを産んだとしている。
後にリン・カーターがクトゥルフ神話を体系化するが、ツァトッグァ（とヴルトゥーム）については系図が2つできる。
1. ヨグ＝ソトースの異母の子たちが、クトゥルフ/ハスター/ツァトゥグァ/ヴルトゥーム。
2. アザトース→サクサクルース→ギズグス（雄性）→ツァトゥグァ。ツァトゥグァとヴルトゥームは同母異父の兄弟。ヨグ＝ソトースの異母の子たちが、クトゥルフ/ハスター/ヴルトゥーム。

ロバート・M・プライスは、スミスとHPL双方の系譜を踏まえて、サクサクルースがナグとイェブに分裂して、クトルット、ギズグス（ゾタクァの父）、フジウルクォイグムンズハーの三神を産んだとした。
クトゥルフ神話TRPGでは（神々の系図自体に疑問符をつけつつも）スミスの系図が採用されている。

### 親族
スミスの設定によるツァトゥグァの親族を以下に示す。
サクサクルース（CxaxukluthもしくはKsaksa-Kluth）
アザトースが分裂生殖によって産み落とした両性具有の神であり、ツァトゥグァの父方の祖父母にあたる。ギズグス、フジウルクォイグムンズハー、トゥルー（クトゥルフ）の三神を産んだ。
ギズグス（GhisguthもしくはGhizghuth、Ghisghuth）
ツァトゥグァの父。ズスティルゼムグニとの間にツァトゥグァをもうけた。
フジウルクォイグムンズハー（Hziulquoigmnzhah）
ツァトゥグァの父方の叔父。ギズグスとトゥルーの兄弟。親であるサクサクルースの同族食いの習慣を好まず、幼少時にヤークシュ（海王星）に渡り、その後サイクラノーシュ（土星）に移った。
短い脚と長い腕を持ち、頭が体の下部からさかさまにぶら下がっているが、それ以外の部分はツァトゥグァに似た姿をしているという。『魔道士エイボン』に登場する。
トゥルー（クトゥルフ、クトゥルト）
ツァトゥグァの父方の叔父。ギズグスとフジウルクォイグムンズハーの兄弟。トゥルー、クトゥルトはスミス風の表記。後述。
イクナグンニスススズ（Ycnagnnisssz）
ツァトゥグァの母方の祖父（または祖母）にあたる。暗黒星ゾス（Zoth）からやってきて、分裂生殖によりズスティルゼムグニを産んだ。
ズスティルゼムグニ（Zstylzhemgni）
ツァトゥグァの母。ギズグスの妻。
シャタク（Shatak）
ツァトゥグァの妻。ヤークシュ（海王星）でツァトゥグァとの間にズヴィルポグアをもうけた。
ズヴィルポグア（Zvilpoggua）
ツァトゥグァとシャタクの間に生まれた子供。後述。
スファトリクルルプ（Sfatlicllp）
ツァトゥグァの孫。ズヴィルポグアの娘。ヴーアミ族の男との間に不死身のクニガティン・ザウム（アタマウスの遺言の敵役）をもうけた。

### 親族（非スミス）
クトゥルフ（クトゥルト、トゥルー）
創造者はHPL。HPLの系譜では従兄弟。スミスの系譜では叔父甥。カーターの系譜では異母兄弟または遠縁であり、暗黒星ゾス（Xoth）の出身。
先に述べたように、HPLの系譜ではナグの子となっており、スミスの系譜は異なるが、スミスはまたHPL説を肯定して付け加えるように、クトゥルフをナグとプトマクの子とするという別の情報も残している。クン＝ヤンではトゥルーとツァトゥグァが信仰された。
ヴルトゥーム
創造者はスミスだが、ツァトッグァとの関連は全くなかった。カーターの系譜では兄弟。
ズヴィルポグア（Zvilpoggua）またはオサダゴワ（Ossadogowah）
ズヴィルポグアはスミスが創造し、オサダゴワはHPLが創造した。「オサダゴワ＝サドゴワアの息子」という名前であり、サドゴワアはツァトゥグァの異称。
ヴーアム
創造者はカーター。古代ヴーアミ族の長。ツァトッグァとシャタクの子であると自称。

## その他、関連のある邪神
ツァトゥグァは四大霊の地の精に属する。カーターはツァトゥグァに四大霊にまつわる関係性を付与した。
- クトゥグア - 火の精。ツァトゥグァの天敵。[27]
- ラーン＝テゴス - 実体のない大気の精。ツァトゥグァと敵対。連動して、ツァトゥグァ配下のヴーアミ族とラーン＝テゴス配下のノフケー族も敵対。[26]
- ゴル＝ゴロス - ロバート・E・ハワードが創造した邪神。ヒキガエルに形容され、そのためにツァトゥグァと同一視・混同されることがある。
- イホウンデー - ヘラジカの女神。ハイパーボリアでは最大教団を擁し、ツァトゥグァを邪教としていた[19]。ナイアーラトテップの配偶者であるともされる[28]。
- イグ - 蛇神。信徒の蛇人間たちをツァトゥグァに奪われた[21]。

## ヴーアミ族
ヴーアミ族（ヴーアミぞく、Voormis）は、古代ハイパーボリア大陸の原人種族である。特にツァトゥグァを崇拝する獣人として知られる。スミス作品では『アタマウスの遺言』『七つの呪い』の2作に登場する。
人物として、クニガティン・ザウム（アタマウスの遺言）、太祖ヴ―アム（モーロックの巻物）、祈祷師イエーモグ（モーロックの巻物）などが登場している。

### 基本設定（スミス）
ハイパーボリアのエイグロフ山脈の洞窟に住まう、凶暴な原人種族。毛むくじゃらで鉤爪を備えた亜人種。野蛮で残虐な種族で、野獣を狩猟して生活しており、炎を使う迄の文化レベルには至っていない。邪神ツァトゥグァを崇める。ハイパーボリア王国の人間種族とは相容れない。
エイグロフ山脈最高峰の山・ヴーアミタドレス山の名称は、彼らに由来する。
一説には、ヴーアミタドレス山の地下から現れた生き物と人間の女との交わりから誕生した種族とも言われており、信仰神ツァトゥグァとシャタクの間に祖先が誕生したと伝えられている。また、ツァトゥグアの孫に当たる女神スフィトリクルルブと、ヴーアミ族の男から、クニガティン・ザウムが誕生しており、ザウムの存在が王国首都コモリオム廃都および王国衰退の引き金となった。

### 派生設定（カーター）
リン・カーターはヴーアミ族の掘り下げを行った。地の神ツァトゥグァ配下のヴーアミ族は、大気の神ラーン＝テゴス配下のノフ＝ケーと激しい対立関係にある。蛇人間の奴隷を脱したヴーアミ族は、ハイパーボリアに先住していたノフ＝ケーから領土を奪い取ってハイパーボリアに住むようになるが、新たに誕生した人類によって地下へと追いやられた。またヴーアミ族は、シャンタク鳥を「外世界からの漁師」と呼称し、また長をクームヤーガと呼ぶ。
「ヴーアミ碑板群」という古文書が存在する。これは人間種族によって地下に追いやられる前の、古代ヴーアミ族による記録である。リン・カーターの『深淵への降下』『炎の侍祭』に登場する。後者によると、冷気の旧支配者アフーム＝ザーの地球到来について書かれ、その知識は「ナコト写本」に流用された。

### ノフ＝ケーとの因縁
ノフ＝ケーはラヴクラフトが創造した種族である。先述したようにリン・カーターは、スミスが創造したヴーアミと、ラヴクラフトが創造したノフ＝ケーに、因縁があるとした。ロマールとハイパーボリアは位置が重複している。これに伴い、ナコト写本は成立にヴーアミ族が関わり、残存にノフケーが関わることになった。
またロバート・M・プライスは、ノフ＝ケーとヴーアミ族を同一種族の別呼称とした。

### ヴーアミ族の登場作品
- クラーク・アシュトン・スミス：アタマウスの遺言（1932）、七つの呪い（1934）
- リン・カーター：モーロックの巻物（1976、エイボンの書に収録）
- アン・K・シュエーダー：ヴーアミによる救済の賛歌（2001、エイボンの書に収録）
- ロバート・M・プライス：裏道（1997）

### ヴーアミ族の関連項目
- 羊皮紙の中の秘密 - リン・カーターの作品。「ヴーア族」という、名前の似た異なる種族が登場する[注 3]。